# 亨利·德·圣西门
圣西门伯爵克洛德-亨利·德·鲁弗鲁瓦（Claude Henri de Rouvroy, Comte de Saint-Simon；1760年10月17日—1825年5月19日），常簡稱為亨利·德·圣西门，是法国商人、哲学家、经济学家、空想社会主义者，代表作有《一个日内瓦居民给当代人的信》《实业家问答》《新基督教》等。
圣西门出身贵族，曾参加法国大革命，还参加过美國獨立戰爭約克鎮戰役。他抨击资本主义社会，致力于设计一种新的社会制度，并为此花掉了他的全部家产。在他所设想的社会中，人人劳动，没有不劳而获，没有剥削、没有压迫，恩格斯评价他“察觉到了后来社会主义者几乎所有思想的萌芽。”:1
他的政治思想被称为圣西门主义。

## 经历

### 早年经历
圣西门出生于法国巴黎的贵族，是德·鲁弗鲁瓦家族的一员，自认是查理曼大帝的后裔。:3:3他父亲是德·圣西门伯爵，叔叔是德·圣西门侯爵，他父亲的表亲路易·德·鲁弗鲁瓦是圣西门公爵。
青年时代的圣西门在法国学者达朗贝尔的指导下受到良好的教育:3。他胸怀大志，他让男仆在每天早上叫醒他时跟他说，“男爵先生，请记得您还有大事要做”。
13岁时，家人准备为他举行首次聖餐禮，但他受到啟蒙思想影响，自忖没有深厚的宗教信仰便拒绝参加。他的父亲十分生气，为此将他送进了感化监狱圣拉查尔要塞，年轻的圣西门难以忍受监狱生活，趁机在囚室中打倒狱卒，抢到钥匙逃出了监狱。:33-36

### 军旅生涯
1777年，他的父亲疏通了陆军大臣的关系，让圣西门入伍一个步兵团，获授少尉军衔。:401778年法国参加美國獨立戰爭，圣西门志愿加入远征军团，次年随罗尚博将军带领的主力部队第一批到达美洲。:51-53圣西门曾在著名的約克鎮圍城戰役中立下战功，华盛顿亲自为他颁发辛辛那提勋章。:61-63后来，他被英军俘获，囚禁在牙买加，在英美议和后被释放。:64-65在革命期间，他亲身体验到美国的民主制度比欧洲的封建专制制度优越，并预感这次革命将开创一个新时代，使欧洲政治制度短期内发生巨变。:166-167
战争结束后，他没有回国而是前往墨西哥，坐船登陆韦拉克鲁斯之后去了总督辖地首府墨西哥城，他向墨西哥政府建议在巴拿马开凿运河联通大西洋和太平洋，但因为政府财政紧张和缺乏落实方案，他的建议没能被采纳。:68-75但他的构想在一个多世纪以后变成了现实，即就是今天的巴拿马运河。
返回法国后，他发现父亲已经去世，而本属于他的遗产又因为债主讨债花光大部分，母亲迁居别处，兄弟姐妹也各奔东西。虽然继承了父亲的伯爵爵位，但他的经济状况一落千丈，只能依靠军队薪俸为生。:75-76他此时被提拔为上校:28，正好所在军队的驻地坐落着梅西耶尔皇家工程学院（École royale du génie de Mézières），他受求知欲驱使便在这所学校学习工程系和水力学。

### 革命年代
他热情的性格难以忍受军队的枯燥生活，先是于1785年前往荷蘭共和國，参与法国远征英属印度的计划，由于人事变动计划告吹后，次年他离开荷兰去往西班牙。他向卡洛斯三世的首相佛罗里达布朗卡伯爵提议修建运河沟通首都马德里和塔霍河，直接通向大海，但建议并未被落实。随后他在马德里和周围郊区开办了一家公共马车公司，一度获利颇丰。:84-87
1789年法国大革命爆发，圣西门十分认同自由、平等、博愛的革命理念，立刻动身回国。他在故乡皮卡第的法尔维积极宣传革命思想，主持村会并指导选举，到市参议会将自己的贵族姓氏“德·鲁弗鲁瓦”改为“包诺姆”，还宣布放弃自己的伯爵爵位，完成了从封建貴族到资产阶级民主主义者的转变。:167
在革命年代，圣西门无私自我奉献，组织建设着一个大型工业建筑，想创办科学学校，为了他甚至参与了土地投机筹集资金。但在革命几年之后，随着法国政治形势日益不稳定，投机得来资金便很难继续，否则因为金融活动，他的人身安全就要受到威胁。他和德塔列朗计划着在革命的恐怖时期盘下巴黎圣母院，取下建筑的金属屋顶当废金属卖掉，以牟取暴利。他曾因为有参与反革命活动的嫌疑而被逮捕入狱，在1794年恐怖时期结束后获释。他恢复自由后，猛然发现自己因为货币贬值而变成了巨富，但随后他的财富被商业伙伴窃去。自此，他决定要投身于政治研究。1794年，巴黎综合理工学院建校，这所学校由国家资助，教育青年科学技术知识，圣西门与这个新学校关系密切。

### 著书立说
年近四十的圣西门进行了一系列研究和尝试扩展视野。在1801年他和索菲亚·巴芙勒结婚，让他有机会举行文学沙龙。不过这段婚姻并不幸福，一年后在双方一致同意下，他们解除了婚姻关系。回归独身的圣西门变得一贫如洗，将在贫困中度过余生。1802年，他写下《一个日内瓦居民给当代人的信》，这是他生平大量科学政治相关著作的第一部。在本作中，他呼吁建立对科学的信仰，并将艾萨克·牛顿尊为圣人。1814年左右，他写下论文《论欧洲社会的改组》，投送到維也納的国会。他提出要在法国和英国的基础上建立一个欧罗巴王国。
1817年，在论文《实业》中，他开始提出社会主义的观点，并在随后1819年创作的期刊文章《组织者》中进一步发展其思想。
《实业》一文曾一度引起轰动，但并没有让太多人转变思想。写作数年后，圣西门发现自己已经破产，不得不找份工作谋生。在数次尝试从他曾经的商业伙伴那里取回自己的钱未果后，他受到了自己从前的仆人迪亚尔（Diard）资助，得以在1807年出版第二部书《19世纪科学发现导论》。迪亚尔在1810年去世，圣西门又陷入了窘迫的境地，雪上加霜的是，他的健康状况也不再乐观。在1813年，受到亲戚经济支持的他被送去了疗养院恢复身体，也在欧洲知识分子界获得了一定认可。1821年2月，他创作了《论实业制度》。1823年到1824年间，他又创作了《实业家问答》。

### 逝世
1823年3月9日，圣西门由于对自己写作无果，没能引领社会走向进步而失望，他尝试在绝望中自杀。但万幸的是，他向自己的头开了六枪却没有杀死自己，但让一只眼睛失去了视力。最终，在写作生涯末期，他终于同一些热情的追随者建立联系。1825年他继续在《新基督教》一作中表达思想，这是他最后也是最重要的著作，不过他去世时该作仍未完成。

1825年5月19日，圣西门在法国巴黎因肺水肿去世，享年64岁:232-233，葬于拉雪兹神父公墓。

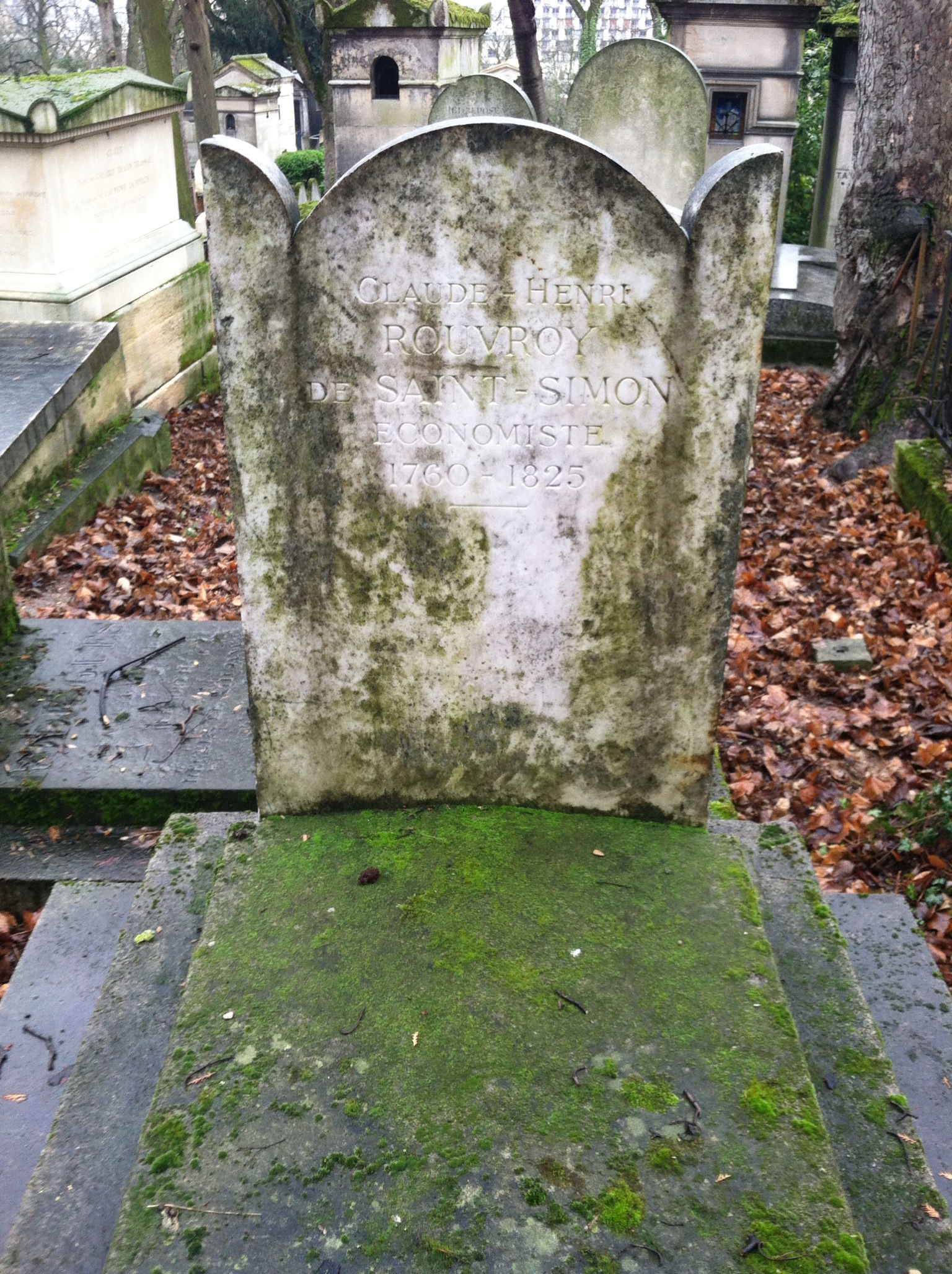
巴黎圣西门墓

## 著作
- 《一个日内瓦居民给当代人的信》（1802）
- 《论欧洲社会的改组》（1814）
- 《组织者》（1819–1820）
- 《论实业制度》（1822）
- 《实业家问答》（1823–1824）
- 《新基督教（法语：Nouveau christianisme - Dialogues entre un conservateur et un novateur）》（1825）

## 延伸阅读
- 法国大革命
- 精英政治
- 空想社会主义
- 科学主义
- 实证主义
- 真理之友会

## 引用
1. 1 2 3 4  Jeremy Jennings. Revolution and the Republic: A History of Political Thought in France Since the Eighteenth Century. Oxford University Press, 2011. p. 347.
2. ↑  Gregory Claeys. Encyclopedia of Nineteenth-century Thought. Oxon, UK: Routledge, 2005. p. 136.
3. 1 2 3  Pilbeam, Pamela M. . Springer. 2014: 5.
4. ↑  John Powell, Derek W. Blakeley, Tessa Powell. Biographical Dictionary of Literary Influences: The Nineteenth Century, 1800-1914. Greenwood Publishing Group, 2001. p. 267.
5. ↑  Jean-René Suratteau, "Restif (de la Bretonne) Nicolas Edme", in: Albert Soboul (ed.), Dictionnaire historique de la Révolution française, Paris, PUF, 1989, 2nd ed. Quadrige, 2005, pp. 897–898.
6. ↑  Nicholas Capaldi. John Stuart Mill: A Biography. Cambridge University Press, 2004. pp. 77–80.
7. ↑  Rob Knowles. Political Economy from Below: Economic Thought in Communitarian Anarchism 1840-1914: Economic Thought in Communitarian Anarchism, 1840-1914. Routledge, 2013. p. 342.
8. ↑  Horowitz, Irving Louis, Veblen's Century: A Collective Portrait (2002), p142
9. 1 2   第一卷 1979年12月第二版第二次印刷. 北京: 商务印书馆. 1962: 1. CSBN 3017·56.
10. 1 2 3 4 5 6 7 8 9 10  阿·列万多夫斯基. . 北京: 商务印书馆. 1983. ISBN 7-100-01412-3.
11. 1 2  В. П. 沃尔金.  . 曾定之译. 北京: 商务印书馆. 1964-09. CSBN 3017·111.
12. ↑  .   [2022-04-13]. （原始内容存档于2021-02-24）.
13. ↑  Busky, Donald F.: "Communism in History and Theory: From Utopian Socialism to the Fall of the Soviet Union"
14. ↑  Karabell, Zachary. . Alfred A. Knopf. 2003: 25. ISBN 0-375-40883-5.
15. 1 2  高, 放; 黄, 达强.  上册. 北京: 中国人民大学出版社. 1987. CSBN 11011·130. ISBN 7-300-00152-1.
16. ↑  Hasan, Samiul; Crocker, Ruth; Rousseliere, Damien; Dumont, Georgette; Hale, Sharilyn; Srinivas, Hari; Hamilton, Mark; Kumar, Sunil; Maclean, Charles, , Anheier, Helmut K.; Toepler, Stefan  (编), , Springer US: 1341–1342, 2010, ISBN 9780387939940, doi:10.1007/978-0-387-93996-4_811 （英语）
17. ↑  Karabell, Zachary. . Alfred A. Knopf. 2003: 25. ISBN 0-375-40883-5.
18. ↑  Karabell, Zachary. . Alfred A. Knopf. 2003: 26. ISBN 0-375-40883-5.
19. ↑  Karabell, Zachary. . Alfred A. Knopf. 2003: 26. ISBN 0-375-40883-5.
20. ↑  Dosenrode, Søren. . Århus: Systime. 1998: 11. ISBN 87-7783-959-5.
21. ↑  Karabell, Zachary. . Alfred A. Knopf. 2003: 26. ISBN 0-375-40883-5.
22. ↑  Saint-Simon, Henri. . Presses Universitaires de France. 2012-11-14  [2022-04-14]. ISBN 978-2-13-062090-7. （原始内容存档于2022-05-09） （法语）.
23. ↑  Pickering, Mary. . Cambridge University Press. 2006-04-20: 231  [2022-04-14]. ISBN 978-0-521-02574-4. （原始内容存档于2022-04-18） （英语）.
24. ↑  Trombley, Stephen. . Atlantic Books. 2012-11-01  [2022-04-14]. ISBN 978-1-78239-038-1. （原始内容存档于2022-05-09） （英语）.

## 主要来源
归属于
- 本条目包含来自公有领域出版物的文本: Kirkup, Thomas; Shotwell, James. . Chisholm, Hugh  (编).  24 (第11版). London: Cambridge University Press: 45–47. 1911.